# باغاراسي (صمصاد)
باغاراسي (بالكردية: Babilge‏) (بالتركية: Bağarası)‏ هي قرية كرديّة تتبع إداريّاً لمديرية صمصاد في محافظة أديامان التركية، بلغ عدد سكانها 129 نسمة في عام 2021 ويتبعها نجوع آمبارلي وسيوريجه.